# Mesopristes cancellatus
Mesopristes cancellatus är en fiskart som först beskrevs av Cuvier 1829.  Mesopristes cancellatus ingår i släktet Mesopristes och familjen Terapontidae. IUCN kategoriserar arten globalt som livskraftig. Inga underarter finns listade i Catalogue of Life.